# Epelis
Epelis is een geslacht van vlinders van de familie spanners (Geometridae), uit de onderfamilie Ennominae.

## Soorten
- E. carbonaria Clerck, 1759
- E. truncataria Walker, 1862